# Wanda von Debschitz-Kunowski

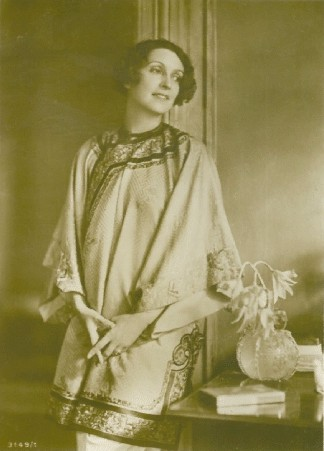
Fotografia de l'actriu Erna Morena, realitzada per Wanda von Kunowski.

Wanda von Debschitz-Kunowski (nascuda com a Wanda von Kunowski; Hammer, Czarnikau, Posen, 8 de gener de 1870 - Berlín, 23 d'abril de 1935) fou una fotògrafa independent alemanya establerta a Múnic.
Kunowski nasqué a Hammer, Kreis Czarnikau, província de Posen, sent filla d'August von Kunowski i Helene von Bethe. Fou la primera muller de Wilhelm von Debschitz; tingueren tres descendents, inclosa la filla Wanda Ziegert von Debschitz. Des de 1902 fins al 1914, va treballar a l'Escola Debschitz, primer al taller de metal (1902-1905) i després ensenyant fotografia (1905-1914).
El 1921 havia obert el seu propi estudi de fotografia a Berlín. Les seues obres incloïen cossos humans nuets i persones ballarines. La visió de Debschitz-Kunowski era coneguda per ser diferent de la de la fotògrafa Cami Stone en algunes de les seues col·laboracions.
Debschitz-Kunowski morí el 1935 a Berlín.